# 聖書無謬説
聖書無謬説（せいしょむびゅうせつ、英語: Biblical infallibility）は、逐語無謬説（）、無誤無謬説、あるいは、逐語的無謬説などとも表現され、「聖書」は無謬である（誤りがない）ことを絶対的要件とする前提。キリスト教関連用語としては、神学者、聖書学者、キリスト信仰者が用いる用語。神学書の中では議論があり、専門用語であると理解されている。この用語は、キリスト者が「聖書」をどのように信仰の中で、あるいは神学、あるいは聖書学のなかで位置づけるかにも大きく関連する教理の基本にかかわる教説であり、また聖書の読み方の基本的な姿勢を規定している用語でもある。
聖書無謬説では、聖書の各著者は神（聖霊）の導きによってそれを著し、異端の内容は聖霊の導きによって排斥されてきたので、聖書の内容は無謬であると解釈する。

## 教理
聖書正典としての聖書を第一義的にすることを教理とするキリスト教派、教会が主張するキリスト教関連用語であることを前提として説明する。
本来、「無誤」と言う語にしても「無謬」と言う語にしても「誤りがない」ことを表現する同義語であるが、聖書の性質に関しての論議が進むにつれ、フラー神学校の論者ダニエル・フラーらは、次のようなニュアンスを付して、これらの語を区別するようになった。
- 「無謬」：教理や道徳に関する聖書の言及において、誤って導くことがないこと。
- 「無誤」：聖書の歴史的、科学的言及において、誤った内容のないこと。

上記のように、用語間にその意味の差異を設けえた上で、ある人は「聖書に誤りがない」と言うとき、前者のみを主張し、ある人は、双方を含めて主張するという事態が生じた。そして、聖書の「無謬」性のみを主張する立場を、「部分的無誤性」Limited Inerrancyの支持者、そして、双方、すなわち「無謬」「無誤」性を共に受け入れる立場を、「全的無誤性」の支持者と表現するに到った、と言うのが一般的な理解である。しかし、様々な著作におけるこれらの「無誤」「無謬」の定義は多様で、注意深く読むことが求められている。そもそも二つの概念を分離して論じること自体に無理があることから、聖書の無誤性に関するシカゴ声明は「全的無誤性」を支持する立場からの声明となっている。シカゴ声明は無誤性の立場をとりつつ、無謬性と無誤性は対立しないとしている。

### 聖書の現象
この立場を取る学者も、オリゲネス以来、聖書に平行記事間の問題があることに気づいていない訳ではない。ただ、そのような問題を、即、「誤り」（errors）と断定しないで、聖書の「諸現象」（phenomena）と表現し、無誤性の否定を退ける。

### カトリック教会
カトリック教会も聖書無謬説の立場であるが、聖書の巻数がプロテスタントと異なる。

## 批判
これに対して、聖書を自由に読もうと主張する自由主義神学者もいる。山我哲雄は、原理主義の特徴に聖書無謬説をあげている。
無謬説を批判する立場では聖書は誤りある人間のことばに過ぎない。批判の要旨は、聖書を書いた「聖書記者」自身が人間であることである。人間とは、聖書において強く語られているように、相対的で有限な存在であるから、聖書の記者さえ「神の筆先」ではなく、主観を伴って執筆している。しかも、聖書を正典としたのは人間が開催した公会議である。したがって、いたるところに説の違いがあるということを強調しつつ、聖書を歴史的批判的に読むべきだと主張する神学者がいる。その立場はリベラルの高等批評と呼ばれ、文書仮説が彼らの定説である。
聖書無謬説は、キリスト教関係のキリスト教関連用語として使用されているが、聖書に書かれていることは一言一句にわたって全く誤りがないと説き、しかも聖書をそのままに「文言を鵜呑みにする」ように読むべきであるという教義を、「聖書無謬説」であると定義する神学者と教派がリベラル派に存在する。

## 関連文献
- 『聖書の霊感と権威』B・B・ウォーフィールド著　新教出版社
- 『神の言葉である聖書』内田和彦著　いのちのことば社　ISBN 4773367725
- 『現代福音主義神学』宇田進著 いのちのことば社 ISBN 4264020492
- 『聖書の権威』尾山令仁著 羊群社
- "Explaining Inerrancy: A Commentary" ロバート・チャールズ・スプロール